# Dylan Fletcher
Pour les articles homonymes, voir Fletcher.
Dylan Fletcher est un skipper britannique né le 3 avril 1988 à Londres.

## Carrière
Dylan Fletcher obtient une médaille d'or olympique de voile en classe 49er aux Jeux olympiques d'été de 2020 à Tokyo avec Stuart Bithell. Il remporte également trois médailles lors des championnats du monde 2016, 2017 et 2019.